# Maurice Yaméogo

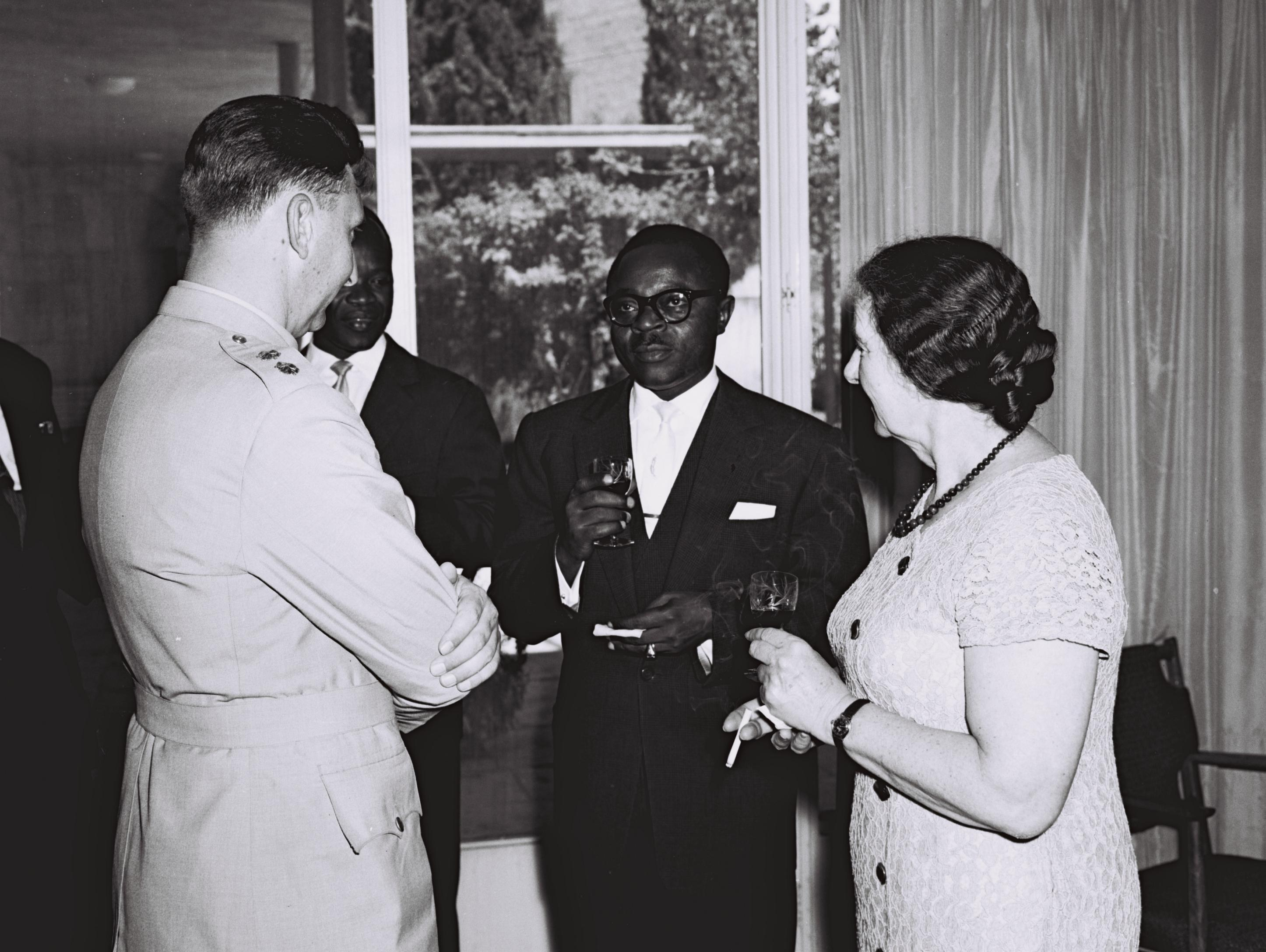
Yaméogo träffar Golda Meir under sitt besök i Israel 1961.

Maurice Yaméogo, född 31 december 1921, död 9 september 1993, var den förste valde presidenten i Övre Volta (från 1984 med namnet Burkina Faso). Han proklamerade självständigheten den 5 augusti 1960. 3 januari 1966 tvingades han avgå efter en generalstrejk. Han efterträddes av generalen Sangoulé Lamizana.